# Zimorodki
Zimorodki (Alcedininae) – podrodzina ptaków z rodziny zimorodkowatych (Alcedinidae). 

## Zasięg występowania
Podrodzina obejmuje gatunki występujące w Eurazji, Afryce i Australazji. 

## Systematyka
Podrodzina czasem podnoszona do rangi rodziny. Do podrodziny należą następujące rodzaje:
- Ispidina Kaup, 1848
- Corythornis Kaup, 1848
- Ceyx Lacépède, 1799
- Alcedo Linnaeus, 1758